# طرخشقون إكماني
طرخشقون إكماني (الاسم العلمي:Taraxacum ekmanii) هو نوع من النباتات يتبع جنس الطرخشقون من الفصيلة النجمية.
سمي هذا النوع نسبةً إلى عالم النبات  البريطاني أريك ليونارد إكمان.